# Liste des langues en danger en Colombie
Il existe plusieurs langues en danger en Colombie selon l'UNESCO, les langues en danger étant réparties dans quatre catégories :
- Vulnérable : la langue est parlée par plusieurs enfants mais peut être restreinte à certains domaines ;
- En danger : la langue n'est plus apprise en tant que langue maternelle par les enfants ;
- Sérieusement en danger : la langue est parlée par les grands-parents mais seulement comprise par les parents ;
- En situation critique : la langue n'est parlée que partiellement et rarement par les grands-parents et leurs ascendants.

| Langage              | Locuteurs (en 2010) | Statut                 | Commentaires                            | Référence |
| -------------------- | ------------------- | ---------------------- | --------------------------------------- | --------- |
| A'ingae / Cofán      |                     | Sérieusement en danger |                                         | [ 1 ]     |
| Achagua              |                     | Sérieusement en danger |                                         | [ 1 ]     |
| Andoke               |                     | Sérieusement en danger |                                         | [ 1 ]     |
| Arhuaco              |                     | Vulnérable             |                                         | [ 1 ]     |
| Awa Cuaiquer         |                     | En situation critique  |                                         | [ 1 ]     |
| Bara                 |                     | En situation critique  |                                         | [ 1 ]     |
| Barasana             |                     | En situation critique  |                                         | [ 1 ]     |
| Barí                 |                     | Vulnérable             |                                         | [ 1 ]     |
| Bora                 |                     | Vulnérable             | Également parlée au Pérou.              | [ 1 ]     |
| Cabiyarí             |                     | En situation critique  |                                         | [ 1 ]     |
| Kakua                |                     | Sérieusement en danger |                                         | [ 1 ]     |
| Camsá                |                     | En danger              |                                         | [ 1 ]     |
| Carapana             |                     | En danger              |                                         | [ 1 ]     |
| Carijona             |                     | En situation critique  |                                         | [ 1 ]     |
| Chimila              |                     | Sérieusement en danger |                                         | [ 1 ]     |
| Cubeo                |                     | Vulnérable             |                                         | [ 1 ]     |
| Cuiba                |                     | Sérieusement en danger | Également parlée au Venezuela.          | [ 1 ]     |
| Damana               |                     | En danger              |                                         | [ 1 ]     |
| Desano               |                     | En danger              |                                         | [ 1 ]     |
| Emberá               |                     | Vulnérable             |                                         | [ 1 ]     |
| Guajiro              |                     | Vulnérable             | Egalement parlée au Venezuela.          | [ 1 ]     |
| Guambiano            |                     | En danger              |                                         | [ 1 ]     |
| Guayabero            |                     | En danger              |                                         | [ 1 ]     |
| Huitoto              |                     | En danger              | Également parlée au Pérou               | [ 1 ]     |
| Hupda                |                     | En danger              |                                         | [ 1 ]     |
| Inga                 |                     | Sérieusement en danger |                                         | [ 1 ]     |
| Jitnu                |                     | En danger              |                                         | [ 1 ]     |
| Kogui                |                     | Vulnérable             |                                         | [ 1 ]     |
| Koreguaje            |                     | En danger              |                                         | [ 1 ]     |
| Kuna                 |                     | Sérieusement en danger |                                         | [ 1 ]     |
| Kurripako            |                     | En danger              | Également parlée au Venezuela.          | [ 1 ]     |
| Macuna               |                     | En danger              |                                         | [ 1 ]     |
| Miraña               |                     | Sérieusement en danger |                                         | [ 1 ]     |
| Muinane              |                     | En danger              |                                         | [ 1 ]     |
| Nonuya               |                     | En situation critique  |                                         | [ 1 ]     |
| Nukak                |                     | En danger              |                                         | [ 1 ]     |
| Ocaina               |                     | Sérieusement en danger |                                         | [ 1 ]     |
| Paez                 |                     | En danger              |                                         | [ 1 ]     |
| Créole de Palenque   | 1 500               | En danger              |                                         | [ 1 ]     |
| Piapoco              | 4 500               | En danger              | Également parlée au Venezuela.          | [ 1 ]     |
| Piaroa               | 800                 | En danger              |                                         | [ 1 ]     |
| Piratapuya           | 600                 | En situation critique  |                                         | [ 1 ]     |
| Pisamira             | 25                  | En situation critique  |                                         | [ 1 ]     |
| Puinave              | 7 377               | En danger              | Également parlée au Venezuela.          | [ 1 ]     |
| Romani               |                     | Vulnérable             |                                         | [ 1 ]     |
| Sáliba               | 2 000               | Sérieusement en danger | Également parlée au Venezuela.          | [ 1 ]     |
| Créole de San Andrés |                     | Vulnérable             |                                         | [ 1 ]     |
| Sikuani              | 34 614              | Vulnérable             | Également parlée au Venezuela.          | [ 1 ]     |
| Siona / Secoya       | 500                 | En situation critique  |                                         | [ 1 ]     |
| Siriano              |                     | En danger              |                                         | [ 1 ]     |
| Tanimuca-Letuama     |                     | Sérieusement en danger |                                         | [ 1 ]     |
| Tariana              |                     | En situation critique  |                                         | [ 1 ]     |
| Tatuyo               |                     | En danger              |                                         | [ 1 ]     |
| Ticuna               | 35 000              | En danger              | Également parlée au Brésil et au Pérou. | [ 1 ]     |
| Tinigua              | 1                   | En situation critique  |                                         | [ 1 ]     |
| Totoró               | 4                   | En situation critique  |                                         | [ 1 ]     |
| Tucano               |                     | Vulnérable             |                                         | [ 1 ]     |
| Tunebo               | 7 231               | En danger              | Egalement parlée au Venezuela.          | [ 1 ]     |
| Tuyuca               |                     | En danger              |                                         | [ 1 ]     |
| Wanano / Kotiria     |                     | En danger              |                                         | [ 1 ]     |
| Waunana              | 11 000              | Vulnérable             |                                         | [ 1 ]     |
| Yucuna               |                     | En danger              |                                         | [ 1 ]     |
| Yuhup                | 550                 | En danger              |                                         | [ 1 ]     |
| Yuriti               |                     | En danger              |                                         | [ 1 ]     |